# الدوري السوفيتي الممتاز
الدوري السوفيتي الممتاز أو دوري القمة السوفيتي هو الدوري الأعلى من بين دوريات كرة القدم التي كان يتم التنافس بها في الاتحاد السوفيتي، تم تأسيس الدوري في سنة 1936 وإنتهت منافساته في سنة 1991 بعد انحلال الاتحاد السوفيتي، كان واحد من أقوى الدوريات في أوروبا، وقد كان ثاني أقوى دوري في أوروبا في فترة الثمانينات، وأقوى الأندية التي تنافست فيه هي دينامو كييف ودينامو تبليسي ودينامو موسكو وسسكا موسكو.

## الأكثر تتويجاً

### حسب النادي

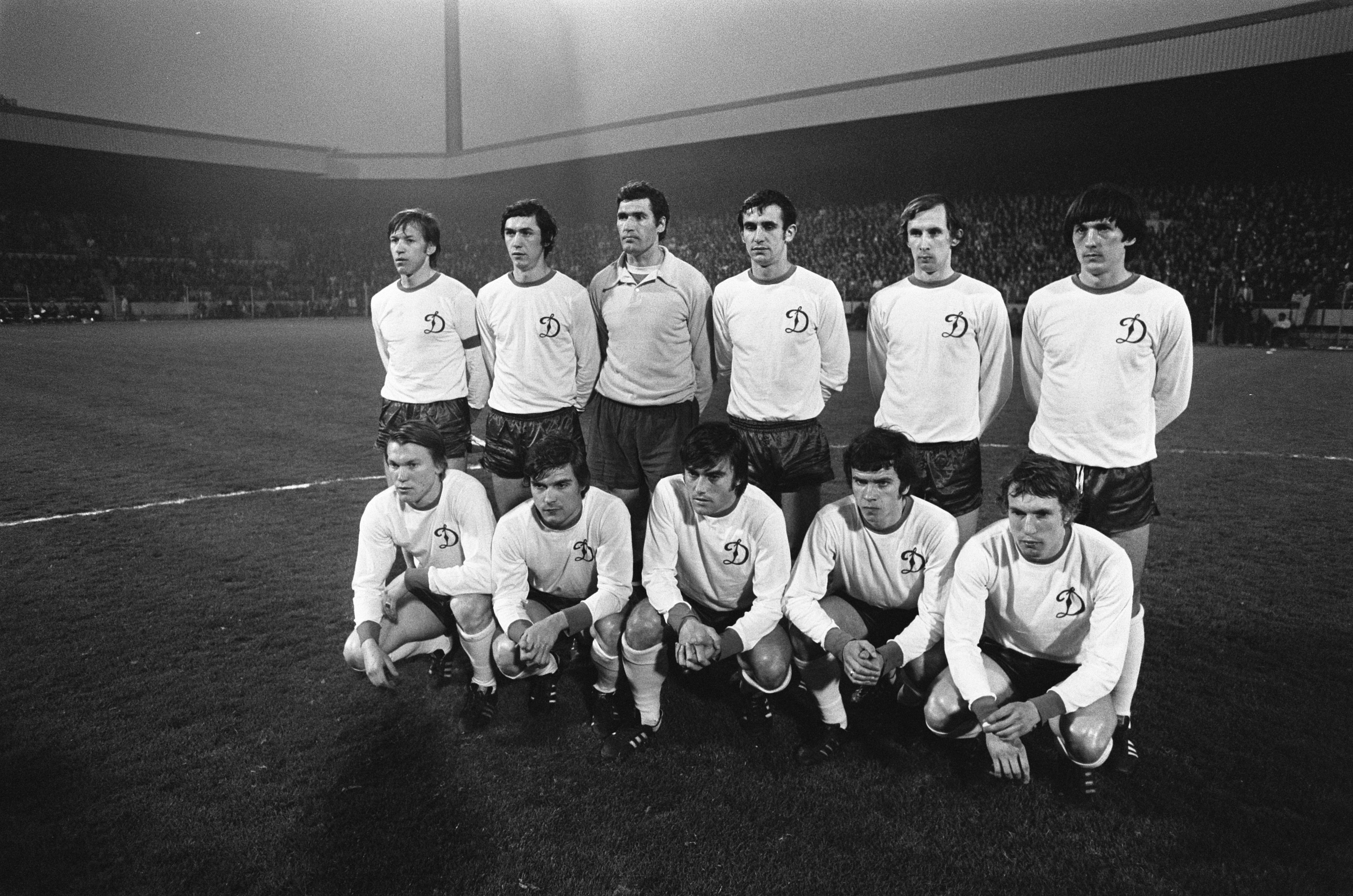
دينامو كييف الأكثر تتويجاً بدوري القمة السوفيتي برصيد 13 لقباً

| النادي                             | الفائز | الوصيف | المركز الثالث | سنوات الفوز                                                                  |
| ---------------------------------- | ------ | ------ | ------------- | ---------------------------------------------------------------------------- |
| دينامو كييف                        | 13     | 11     | 3             | 1961, 1966, 1967, 1968, 1971, 1974, 1975, 1977, 1980, 1981, 1985, 1986, 1990 |
| سبارتاك موسكو                      | 12     | 11     | 10            | 1936 (a), 1938, 1939, 1952, 1953, 1956, 1958, 1962, 1969, 1979, 1987, 1989   |
| دينامو موسكو                       | 11     | 11     | 5             | 1936 (s), 1937, 1940, 1945, 1949, 1954, 1955, 1957, 1959, 1963, 1976 (s)     |
| سسكا موسكو                         | 7      | 4      | 6             | 1946, 1947, 1948, 1950, 1951, 1970, 1991                                     |
| توربيدو موسكو                      | 3      | 4      | 5             | 1960, 1965, 1976 (a)                                                         |
| دينامو تبليسي                      | 2      | 5      | 13            | 1964, 1978                                                                   |
| دنيبرو دنبيروبيتروفسك              | 2      | 2      | 2             | 1983, 1988                                                                   |
| أرارات ييريفان                     | 1      | 2      |               | 1973                                                                         |
| دينامو منسك                        | 1      |        | 3             | 1982                                                                         |
| زينيت لينينغراد                    | 1      |        | 1             | 1984                                                                         |
| زوريا لوهانسك                      | 1      |        |               | 1972                                                                         |
| شاختار دونتسك                      |        | 2      | 2             |                                                                              |
| لوكوموتيف موسكو                    |        | 1      |               |                                                                              |
| نادي روستوف                        |        | 1      |               |                                                                              |
| سيربي مولوت موسكو                  |        |        | 1             |                                                                              |
| نادي نيفتشي باكو                   |        |        | 1             |                                                                              |
| نادي تشورنومورتس أوديسا لكرة القدم |        |        | 1             |                                                                              |
| زاليجيريس فيلنيوس                  |        |        | 1             |                                                                              |

### حسب الجمهورية
| الجمهورية           | الألقاب | الأندية الفائزة                                                                               |
| ------------------- | ------- | --------------------------------------------------------------------------------------------- |
| روسيا السوفيتية     | 34      | سبارتاك موسكو (12)، دينامو موسكو (11)، سسكا موسكو (7)، توربيدو موسكو (3)، زينيت لينينغراد (1) |
| أوكرانيا السوفيتية  | 16      | دينامو كييف (13)، دنيبرو دنبيروبيتروفسك (2)، زوريا فوروشيلوفغارد (1)                          |
| جورجيا السوفيتية    | 2       | دينامو تبليسي (2)                                                                             |
| أرمينيا السوفيتية   | 1       | أرارات يريفان (1)                                                                             |
| بيلاروسيا السوفيتية | 1       | دينامو مينسك (1)                                                                              |